# Eduardo Moga
Eduardo Moga Bayona (Barcelona, 14 de septiembre de 1962) es un poeta, traductor y crítico literario español, licenciado en Derecho y licenciado y doctor en Filología Hispánica por la Universidad de Barcelona. 
Es autor de varios libros de poemas; el tercero, La luz oída, mereció el Premio Adonáis de Poesía en 1995, y con Insumisión recibió en Estados Unidos el International Latino Book Award en 2014. 
Ha traducido a numerosos autores, entre ellos Frank O'Hara, Yoel Hoffmann, Évariste Parny, Carl Sandburg, Charles Bukowski, Richard Aldington, Billy Collins, Tess Gallagher, Ramon Llull, Arthur Rimbaud, William Faulkner, Walt Whitman, Penelope Fitzgerald, Evan S. Connell o Harold Norse.
Practica la crítica literaria en revistas como Letras Libres, Cuadernos Hispanoamericanos, Revista de Occidente, Quimera, Turia, El Cuaderno, Ínsula y Nayagua, entre otros medios.
Codirigió la colección de poesía de DVD ediciones desde 2003 hasta 2012.
En 2016 fue nombrado director de la Editora Regional de Extremadura y coordinador del Plan de Fomento de la Lectura en Extremadura. En abril de 2018 dimitió de su puesto.
En 2024 más de ochenta autores de España y América le dedicaron como homenaje el volumen misceláneo Mago Moga.
Mantiene el blog Corónicas de Españia (eduardomoga1.blogspot.com.es).

## Poesía
- Razón de ser, premio La Mesa de Mármol de poesía 1991, Salamanca: Instituto de Investigaciones Científicas y Ecológicas (INICE), 1992.
- Ángel Mortal, prólogo de Rosa Navarro Durán, Barcelona: Ediciones del Serbal, 1994.
- La luz oída, Premio Adonáis de Poesía 1995, Madrid: Rialp, 1996; 2ª edición conmemorativa (1996-2021), prólogo del autor, ilustraciones de Christian T. Arjona, Barcelona: Libros de Aldarán, 2021.
- La ordenación del miedo, Cambrils (Tarragona): Trujal, 1997.
- Diez sonetos, Zamora: Lucerna, 1998.
- El barro en la mirada, Barcelona: DVD, 1998.
- El corazón, la nada, Madrid: Bartleby, 1999.
- Unánime fuego, edición bilingüe español-portugués, Lisboa: Tema, 1999; 2ª ed.: pinturas de Juan Luis Goenaga, Madrid: Galería Luis Burgos, 2007.
- La montaña hendida, Vitoria: Bassarai, 2002.
- Las horas y los labios, Barcelona: DVD, 2003.
- Soliloquio para dos, ilustraciones de José Noriega, Velliza (Valladolid): El Gato Gris, 2005; 2.ª ed.: prólogo de Tomás Sánchez Santiago, Santa Coloma de Gramanet (Barcelona): La Garúa, 2006.
- Los haikús del tren, Almería: El Gaviero, 2007.
- Cuerpo sin mí, Velilla de San Antonio (Madrid): Bartleby, 2007.
- Seis sextinas soeces, fotografías de Henar Sastre, Velliza (Valladolid): El Gato Gris, 2008.
- Bajo la piel, los días, Madrid: Calambur, 2010.
- El desierto verde, con imágenes de Santiago Serrano, Velliza (Valladolid): El Gato Gris, 2011; 2.ª ed.: Mérida (Badajoz): Editora Regional de Extremadura, 2012.
- Insumisión, Madrid: Vaso Roto, 2013. Tercero entre los "libros del año" seleccionados en 2013 por el suplemento Babelia del diario El País; premio de la revista Quimera 2013 al mejor libro poético del año; International Latino Book Award 2013.

- Décimas de fiebre, prólogo de Juan Manuel Macías, Brighton: Los Papeles de Brighton, 2014; 2.ª ed.: prólogo de Juan Manuel Macías y epílogo de Agustín Calvo Galán, Palma de Mallorca: Los Papeles de Brighton, 2017.
- Dices, Barcelona: Libros en su Tinta, 2014.
- Muerte y amapolas en Alexandra Avenue, Madrid: Vaso Roto, 2017.
- Mi padre, Gijón: Trea, 2019. Traducido al inglés: My Father, traducción de Terence Dooley, Bristol: Shearsman Books, 2021.
- Tú no morirás, Valencia: Pre-Textos, 2021.
- Hombre solo, Madrid: Huerga y Fierro, 2022.
- Poemas enumerativos, Zaragoza: Olifante, 2024.
- Ser de incertidumbre 1994-2023, prólogo de José Antonio Llera: tomo I, La respiración del mundo 1994-2007; tomo II, La voz de la herida 2008-2017; tomo III, La soledad 2018-2023, Madrid: Dilema, 2024.

## Antologías de su poesía
- El corazón, la nada (antología poética 1994-2014), prólogo de Jordi Doce, Madrid: Amargord, 2014.
- Selected Poems, edición de Luis Ingelmo, traducción al inglés de Terence Dooley, Bristol: Shearsman, 2017.
- Lo profundo es la piel. Antología de poesía erótica, prólogo, edición e ilustraciones de Christian T. Arjona, Barcelona: Libros de Aldarán, 2017.
- De vegades sento ganes de cridar, antología bilingüe español-catalán, prólogo de Francesc Parcerisas, Santa Coloma de Gramanet (Barcelona): La Garúa-Tanit, 2020.

## Libros de viaje, dietarios y narrativa
- La pasión de escribil, Sevilla: La Isla de Siltolá, 2013.
- Corónicas de Ingalaterra. Un año en Londres (con algunas estancias en España), prólogo de José Ángel Cilleruelo, Sevilla: La Isla de Siltolá, 2015.
- Corónicas de Ingalaterra. Una visión crítica de Londres, Madrid: Varasek Ediciones, 2016.
- El mundo es ancho y diverso, Tegueste: Baile del Sol, 2018.
- El paraíso difícil. Siete años en Extremadura, Barcelona: Godall, 2020.
- Diarios de viaje (2016-2019), León: Eolas, 2021.
- La ciudad encontrada. Crónicas de Sant Cugat, Madrid: Los Papeles de Brighton, 2021.
- Expón, que algo queda, Madrid: Polibea, 2021.
- Americaneando. Un viaje por los Estados Unidos después de Trump, Sevilla: Hojas de Hierba, 2023.

## Crítica literaria
- De asuntos literarios, prólogo de Jordi Doce, México: Universidad de la Ciudad de México, 2004.
- Lecturas nómadas, Canet de Mar (Barcelona): Candaya, 2007.[4]
- La poesía de Basilio Fernández: el esplendor y la amargura, tesis doctoral, Universidad de Barcelona, 2011.
- La disección de la rosa, prólogo de Aurelio Major, Mérida (Badajoz): Editora Regional de Extremadura, 2015.
- Apuntes de un español sobre poetas de América (y algunos de otros sitios), prólogo de Ernesto Lumbreras, México: Universidad Autónoma Metropolitana, 2017.
- Homo legens, Palma de Mallorca: Los Papeles de Brighton, 2017.
- El sonido absoluto. Un análisis de Cortejo y epinicio, de David Rosenmann-Taub, Santiago de Chile: RIL Editores, 2019.
- El oro de la sintaxis, Barcelona y Santiago de Chile: RIL Editores, 2020.
- Cernuda en Glasgow: un desencuentro poéticamente fecundo, edición bilingüe, prólogo de Ignacio Cartagena, Edimburgo: Consulado General de España en Edimburgo, 2021.
- Lector que rumia, prólogo de Antonio Ortega, Madrid: Polibea, 2023.

## Antologías críticas
- Los versos satíricos. Antología de poesía satírica universal, Barcelona: Robinbook, 2001.
- Poesía pasión. Doce jóvenes poetas españoles, Zaragoza: Libros del Innombrable, 2004.
- El poeta esteta. Florilegio de poesía pectoral (y un apéndice para la felación), Vic: Emboscall, 2003; 2.ª ed.: El poeta esteta. Florilegio de poesía pectoral (y un apéndice para la felación), Madrid: Fundación Inquietudes, 2010.
- Medio siglo de oro. Antología de la poesía contemporánea en catalán, Madrid: Fondo de Cultura Económica de España, 2014.
- Streets Where to Walk Is to Embark. Spanish Poets in London (1811-2018), edición bilingüe de Eduardo Moga, traducción de Terence Dooley, Bristol: Shearsman, 2019.
- Dieciséis de Brighton. Antología poética, Madrid: Los Papeles de Brighton, 2023.

## Traducciones
- Frank O'Hara, Poemas a la hora de comer (1997).
- AA.VV., Juglares y espectáculo. Poesía medieval de debate (1999), con Lourdes Simó y Sergio Gaspar.
- Yoel Hoffmann (ed.), Poemas japoneses a la muerte (2000).
- Évariste Parny, La guerra de los dioses (2002).
- Carl Sandburg, Poemas de Chicago, (2003).
- Évariste Parny, Canciones malgaches (2004).
- Charles Bukowski, Poemas de la última noche de la Tierra (2004, 2018).
- Richard Aldington, Un sueño en el Parque de Luxemburgo (2004).
- Ramon Llull, Libro de amigo y amado (2006, 2014).
- Tess Gallagher, El puente que cruza la luna (2006).
- Billy Collins, Navegando a solas por la habitación (2007).
- Arthur Rimbaud, Obra poética completa (2007), con Miguel Casado.
- William Faulkner, Poesía reunida (2008), con Daniel C. Richardson.
- Walt Whitman, Hojas de hierba (2014).
- Jaume Roig, Espejo (2016).
- Milton Rokeach, Los tres Cristos de Ypsilanti (2016).
- Chris Wormell y Raman Prinia, Planetarium (2018).
- Penelope Fitzgerald, Voces humanas (2019).
- Walt Whitman, Canto de mí mismo y otros poemas (2019).
- Walt Whitman, Yo soy el poema de la Tierra, prólogo de Manuel Rivas (2019).
- Evan S. Connell, Puntos para una rosa de los vientos (2019).
- Joe Wilkins, El oro de las estrellas (2019).
- Diane Wakoski, Esperando al rey de España (2021).
- Harold Norse, Voy a salir volando por la ventana (2022).
- Terence Dooley, Tocoloro (2023).
- Jay Wright, Transfiguraciones (2024).
- Harold Norse, Memorias de un ángel bastardo (2024).
- Edgar Lee Masters, Antología de Spoon River, introducción de Luis Mateo Díez (2025).

## Galardones
- Premio La Mesa de Mármol, para autores menores de 30 años, que convoca el Instituto Nacional de Investigaciones Científicas y Ecológicas de Salamanca, por el poemario Razón de ser, aparecido en Cuadernos de Inice (1992).
- Premio Adonáis de Poesía 1995 por La luz oída.
- Premio Fundación Corda, de Nueva York, por el artículo «El poeta total. Algunas consideraciones sobre la poesía de David Rosenmann-Taub, a raíz de la publicación de su antología Me incitó el espejo» (2011).
- Tercero entre los "libros del año" seleccionados en 2013 por el suplemento Babelia del diario El País.[5]
- Premio de la revista Quimera 2013 al mejor libro poético del año por Insumisión (2014).[6]
- International Latino Book Award 2013 por Insumisión (2014).
- V Premio de Poesía “Lorenzo Gomis” de la revista El Ciervo por el poema “La casa” (2024).